# Kensō Soai
Kensō Soai (jap. 硤合 憲三, Soai Kensō; * 1950) ist ein japanischer Chemiker (Organische Chemie). Er ist Hochschullehrer in der Abteilung Angewandte Chemie der Naturwissenschaftlichen Universität Tokio.
Soai studierte an der Universität Tokio, an der er 1979 bei Teruaki Mukaiyama promoviert wurde und dann Fellow der Japan Society for the Promotion of Science war. Als Post-Doktorand war er bis 1981 bei Ernest L. Eliel an der University of North Carolina in Chapel Hill. 1981 wurde er Dozent an der Naturwissenschaftlichen Universität Tokio mit eigener Forschungsgruppe. 1986 wurde er Associate Professor und 1991 erhielt er eine volle Professur.
Er befasst sich mit asymmetrischer und enantioselektiver organischer Synthese, asymmetrischer Autokatalyse, Ursprung von Chiralität, Metallorganischer Chemie, Biochemie und Materialwissenschaften.
Nach ihm ist die Soai-Reaktion benannt.
2000 erhielt er den Inoue-Preis. Er erhielt mehrere Preise in synthetischer organischer Chemie in Japan, war 2006 Novartis Lecturer an der ETH Zürich und 2004 Merck Lecturer in Stanford. 2007 erhielt er den Science and Technology Prize des japanischen Kultusministeriums. 2005 erhielt er die Chirality Medal. 2012 erhielt er die japanische Medaille am Purpurnen Band und 2010 den Chemical Society of Japan Award. Für 2023 wurde ihm der Ryōji-Noyori-Preis zugesprochen.
Soai war Gastprofessor an verschiedenen japanischen Universitäten, in Paris und Straßburg und an der Jilin-Universität.

## Schriften
- Herausgeber: Amplification of Chirality, Topics in current chemistry 284, Springer 2008